# Улица Первого Мая (Павловск)
Улица Пе́рвого Ма́я — улица в городе Павловске Пушкинского района Санкт-Петербурга. Проходит от Берёзовой и Лебединой до Госпитальной улицы.
Первоначальное название Воробьи́ный переулок известно с 1840 года. Происхождение топонима не установление. Очевидно, имеет связь с соседними Медвежьим переулком и Лебединой улицей.
Примерно в 1939 году переулок переименовали в улицу Первого Мая — в честь Дня международной солидарности трудящихся.

## Застройка
- дом 14 — жилой дом (вторая половина XIX в.). В августе 2015 года деревянное здание снесли как аварийное, а к январю 2017 года на его месте возвели копию из железобетона[2].

## Перекрёстки
- Берёзовая улица / Лебединая улица
- улица Васенко
- Конюшенная улица
- Госпитальная улица